# Hederopsis
Hederopsis là một chi động vật đã tuyệt chủng trong họ Reptariidae.